# Јон Кику
Јон Кику (рођен 28. фебруара 1972) је молдавски политичар који је премијер Молдавије од 14. новембра 2019. године, након што је свргнута владу на челу са Мајом Санду, којој је изгласано неповерење у Скупштини Молдавије.

## Биографија
Рођен је 28. фебруара 1972. године у селу Пирјолтени, које се налази у молдавском Округу Калараши. Дипломирао је на Факултету за менаџмент на Академији за економске студије Молдавије. Године 2005. је постао директор Генералне дирекције за структурне реформе Министарства привреде и трговине. Средином касних 2000-их био је заменик министра финансија Молдавије. Од априла 2008. године до септембра 2009. године био је главни државни саветник премијера Василеа Тарлева за економска питања и спољне односе. Такође је био председавајући Савета за стратешки развој Државног универзитета за медицину и фармацију "Николаје Тестемичану", а у истом периоду је радио и као консултант за управљање јавним финансијама на разним пројектима. У јануару 2018. године постављен је за генералног секретара Министарства финансија, а у децембру те године постао је министар финансија. Поднео је оставку на ту функцију током молдавске уставне кризе 2019. године након које је срушена Филипова влада.
Ожењен је и има троје деце.

## Премијер (2019-сада)
Дана 14. новембра 2019. године влада премијерке Маје Санду је пала након изгласавања неповерења, пошто је покушала да спроведе опсежну реформу судског система. Нешто више од 60% посланика је подржало предлог да премијерку замени Јон Кику. Истог дана најавио је да ће његова влада "испунити све обавезе државе према спољним партнерима и међународним финансијским организацијама, а пре свега Међународном монетарном фонду и Светској банци". У тренутку његовог именовања, председник Игор Додон га је описао као "технократу и професионалца који није био ни у једној политичкој странци", иако је Кику радио као саветник председника Додона. Дан касније председник Додон је представио Кикуову владу у којој су били Виктор Гајкјук као министар одбране и Павел Војку као министар унутрашњих послова. Дана 20. новембра отпутовао је у Москву у своју прву радну посету, где је разговарао са премијером Дмитријем Медведевим.